# La Graverie
La Graverie är en kommun i departementet Calvados i regionen Normandie i norra Frankrike. Kommunen ligger i kantonen Le Bény-Bocage som ligger i arrondissementet Vire. År 2018 hade La Graverie 1 184 invånare.

## Befolkningsutveckling
Antalet invånare i kommunen La Graverie
Referens: INSEE